# Fußball in Belize
Der Fußball in Belize entwickelte sich trotz des britischen Einflusses (das Land war von 1862 bis 1973 britische Kronkolonie und trug die Bezeichnung British Honduras) relativ spät und bisher auch wenig erfolgreich. Erst seit 1995 wird das Land durch eine eigene Nationalmannschaft vertreten.

## Einheimische Fußballmeisterschaften
Zunächst wurde Fußball nur in der Hafenstadt Belize City gespielt, wo seit 1919/20 alljährlich eine regionale Fußballmeisterschaft stattfand, die im ersten Jahrzehnt von einer Mannschaft namens Preston dominiert wurde. Gelegentlich traten auch Mannschaften aus anderen Landesteilen in dieser Liga an. Erst in den 1970er Jahren etablierte sich eine landesweite erste Liga mit der Bezeichnung Interdistrict Championship. Diese mündete in der bis zur Saison 2011 bestehenden Belize Premier Football League, die ihrerseits 2012 durch die noch heute existierende Premier League of Belize ersetzt wurde.

## Internationale Fußballturniere
Sowohl die Vereinsmannschaften als auch die Nationalmannschaft spielten bisher auf internationaler Ebene lediglich eine untergeordnete Rolle und haben im internationalen Fußball kaum Spuren hinterlassen. Der größte Erfolg der Nationalmannschaft war ein vierter Platz bei der Copa Centroamericana des Jahres 2013, als Belize sich in der Vorrundengruppe gegen Guatemala (0:0) und Nicaragua (2:1) durchsetzen konnte und ins Halbfinale vorstieß. Dort unterlag die Mannschaft 0:1 gegen Honduras und anschließend im Spiel um den dritten Platz mit demselben Ergebnis gegen El Salvador. Damit gelang ihr zum bisher einzigen Mal die Teilnahme am CONCACAF Gold Cup 2013, wo sie jedoch alle Spiele verlor (1:6 gegen die USA, 0:1 gegen Costa Rica und 0:4 gegen Kuba).